# 114. вечити дерби у фудбалу
114. вечити дерби у фудбалу је фудбалска утакмица одиграна у Београду 2. априла 2000. године, између Црвене звезде и Партизана. Утакмица се завршила резултатом 2 : 1 (1 : 0) за Црвену звезду.